# Peter Celsing

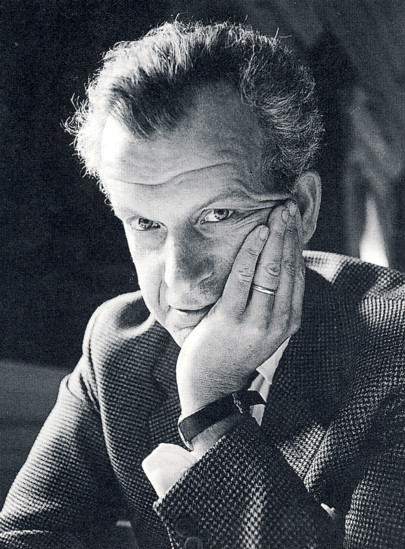
Peter Celsing

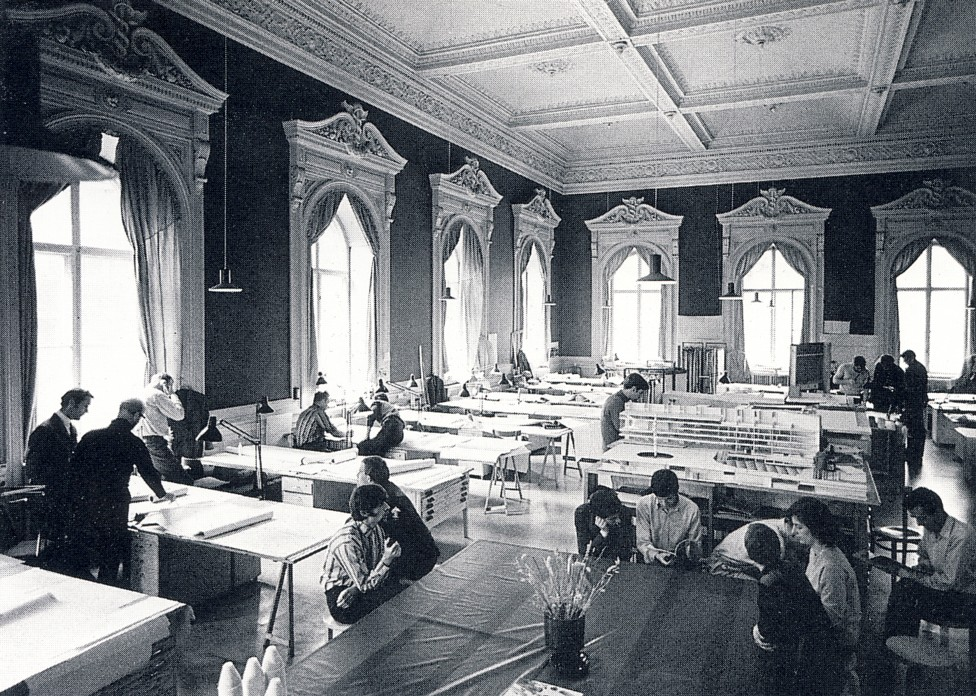
Peter Celsings Büro 1967

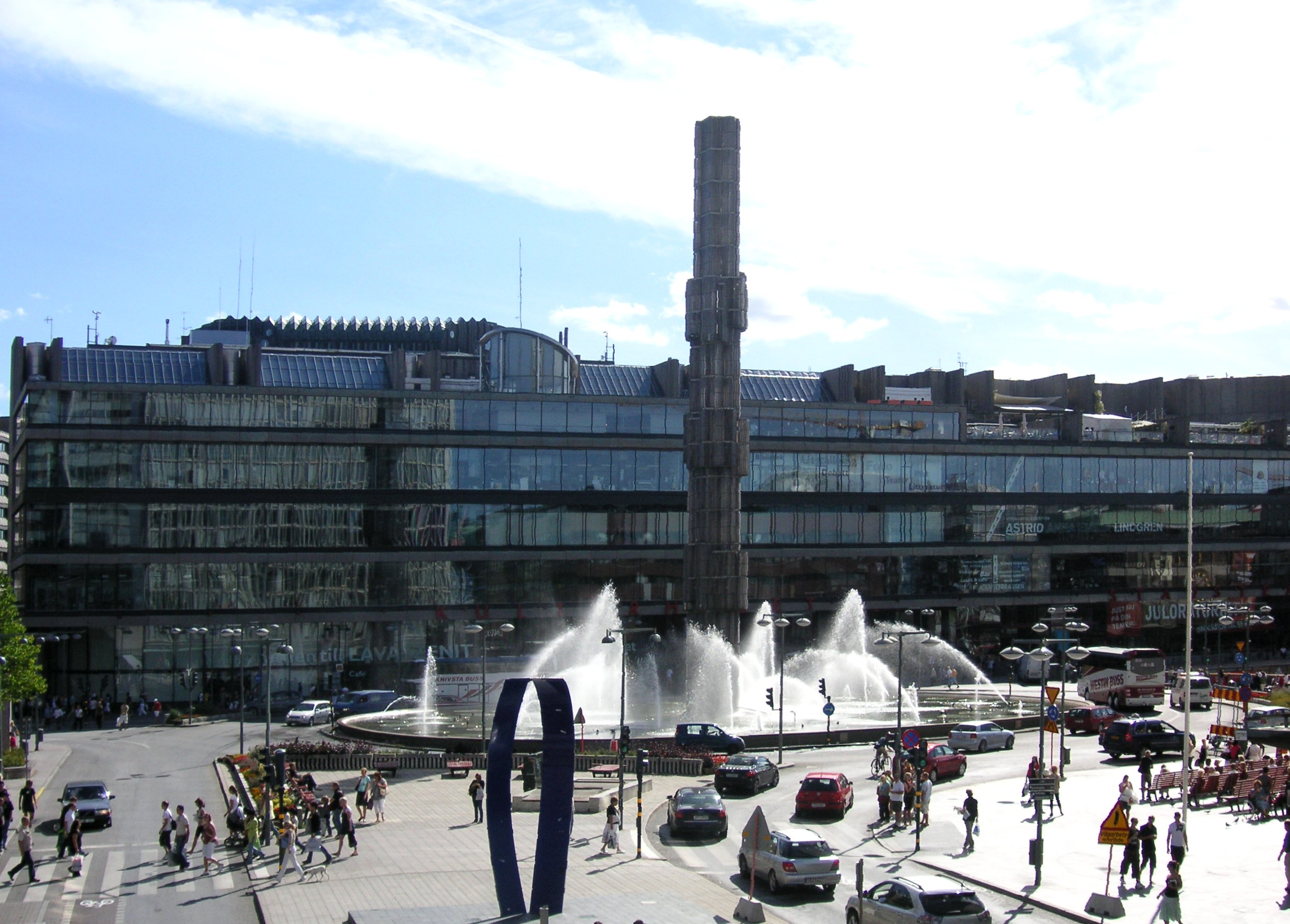
Kulturhuset in Stockholm

Peter Celsing (* 29. Januar 1920 in Stockholm; † 16. März 1974) war ein schwedischer Architekt, der für seine sachliche und brutalistische Architektur bekannt wurde.
Peter Celsing studierte an der Technischen Hochschule in Stockholm (1944) und an der Kunsthochschule (1946). Er war einige Jahre bei den Architekten Ivar Tengbom und Paul Hedqvist angestellt. Wichtig Impulse für seine Architekturlaufbahn erhielt er auf Reisen in die Länder des Mittleren Ostens und des Mittelmeers.
1948–52 war er Chef für das Architekturbüro der Stockholmer Straßenbahnen, dort entwarf er Vorortstationen der Stockholmer U-Bahn, u. a. Gubbängen, Hökarängen und Blackeberg. 1960 wurde er Professor an der Technischen Hochschule in Stockholm.
Peter Celsing wurde bekannt durch seine Sakralbauten und einige Bauwerke in der Stockholmer City. Am bekanntesten ist das Kulturhuset am Sergels torg von 1966. Die Fassade zum Sergels torg hin, besteht hauptsächlich aus Glas, die Kultur öffnet sich dem Beschauer schon von außen und soll ihn dazu verlocken, herein zu kommen. Viele seiner Werke sind jedoch von einer mehr verschlossenen Architektur, stark vereinfacht und brutalitisch, wie beispielsweise die S:t Tomas kyrka im Vällingby Centrum von 1959 und das Riksbankshuset (Reichsbankgebäude) in Stockholm von 1970.

## Einige Bauwerke (Auswahl)
- Härlanda kyrka, Göteborg
- S:t Tomas kyrka, Vällingby Centrum
- Bolidens kyrka, Boliden
- Nacksta kyrka, Sundsvall
- Kulturhuset, Stockholm
- Riksbanken, Stockholm
- Filmhuset, Stockholm
- Olaus Petri kyrka, Stockholm
- Almtunakyrkan, Uppsala
- Erweiterung der Universitätsbibliothek Carolina Rediviva, Uppsala.
- Kirchengebäude der Victoriaförsamling, Berlin.[1][2]